# إستر جونز
إستر جونز (بالإنجليزية: Esther Jones)‏ هي منافسة ألعاب القوى أمريكية، ولدت في 7 أبريل 1969 في شيكاغو في الولايات المتحدة.

## وصلات خارجية
- إستر جونز على موقع الاتحاد الدولي لألعاب القوى (الإنجليزية)
- إستر جونز على موقع أوليمبيديا (الإنجليزية)
- إستر جونز على موقع قاعة لويزيانا للمشاهير الرياضية (الإنجليزية)